# Гооге, Павел Эдмундович
Павел Эдмундович Гооге (род. 24 января 1961, Уфа, СССР) — российский баскетбольный тренер. С 28 мая 2023 председатель «Союза тренеров по баскетболу».

## Образование
ГДОИФК им П. Ф. Лесгафта (НГУ), тренерский факультет с отличием, 1986 Ленинград. Специальность: преподаватель физвоспитания, тренер по баскетболу.
ВШЭ Высшая школа экономики, 2010 Пермь. Специальность: менеджер по управлению проектами.

## Служба в армии
Проходил срочную военную службу в Рядах Вооруженных сил в в/ч 41457 Архивная копия от 11 июня 2020 на Wayback Machine в г. Ишим 1982—1984 Военная специальность: командир отделения артиллерийской разведки, командир ПРП

## Карьера
- 1986—1988: тренер ДЮСШ № 2 г. Уфа.
- 1988—1991: тренер ДЮСШ СК Ижсталь, ДЮСШ № 3 г. Ижевск.
- 1991—1993: преподаватель кафедры физвоспитания УПИ (Уральский государственный технический университет-(УГТУ-УПИ), тренер мужской студенческой баскетбольной команды (г. Екатеринбург).
- 1993—1997: тренер мужской баскетбольной команды Урал, СКА-Урал (г. Екатеринбург)[1] 1996—1997 тренер молодёжной сборной России (22 и моложе).
- 1997—1999: тренер Урал-Грейт (г. Пермь).
- 1999—2001: консультант команды БАСКО (Батуми, Грузия) и «Автодор» (г. Саратов) 2001—2002 тренер команды[2] БАСКО (Батуми, Грузия).
- 2002—2004: первый помощник главного тренера ЦСКА Москва, руководитель молодёжного проекта[3].
- 2004—2005: ассоциированный главный тренер ЦСК ВВС Самара.
- 2005—2014: приостановление карьеры: бизнес, семья, написание книги «Как научить баскетболу»[4].
- 2014—2015: возвращение в сферу баскетбола, эксперт[5] и аналитик[6], ведущий тренерской конференции на Sports.ru Архивная копия от 6 мая 2019 на Wayback Machine, блогер (недоступная ссылка), лектор[7] ШБЛ КЭС-Баскет Архивная копия от 23 мая 2020 на Wayback Machine, написание книги Баскетбол для школьников[8], автор статьи о коррупции в российском баскетболе[9] «Черный» Викторович против «Братства кольца» Архивная копия от 13 июля 2020 на Wayback Machine[10].
- 2016—2017: тренер команды[11] Вита Тбилиси ЕЛ ВТБ В декабре покинул команду[12]
- 2017—2018: руководитель спортивных программ АНО ЦСП «Открытие» Архивная копия от 11 июня 2020 на Wayback Machine. Организатор 2х Архивная копия от 11 июня 2020 на Wayback Machine и 3х дневных Архивная копия от 11 июня 2020 на Wayback Machine тренировочных лагерей #БытьЛучшеПобыстрее Архивная копия от 11 июня 2020 на Wayback Machine, #КонференцияТренеров Архивная копия от 23 июня 2020 на Wayback Machine, дневных мастер-классов для тренеров Архивная копия от 11 июня 2020 на Wayback Machine, автор программ #ХочуИгратьЛучше Архивная копия от 11 июня 2020 на Wayback Machine. Модератор тренерской клиники ЭКСПО- Баскет 2017 Архивная копия от 11 июня 2020 на Wayback Machine.
- 2017—2018: тренер БК Рязань. В январе 2018 покинул команду
- 2018—2019: директор по развитию ЦСП Открытие, лагеря для школьников формата #ОтЗариДоЗари Архивная копия от 25 июня 2020 на Wayback Machine, сезонные #ЛагерьОткрытие Архивная копия от 25 июня 2020 на Wayback Machine.
- 2019—2020: старший тренер-координатор резервных команд «Локомотив-Кубань». К должности в «Локомотив-Кубань» приступил в августе 2019[13].
- 2021: написал книгу для тренеров «Как научить баскетболу»[14].

## Статистика (игры/победы)
| Сезоны              | Регулярная часть            | Регулярная часть | Регулярная часть | Регулярная часть | Плей-офф | Плей-офф | Плей-офф |
|                     | команда                     | игр              | побед            | %                | игр      | побед    | %        |
| 1992-93             | УГТУ-УПИ (первая лига РФ)   | 27               | 18               | 66,6             |          |          |          |
| 1993-94             | «Урал» (высшая лига РФ      | 52               | 9                | 17,3             |          |          |          |
| 1994-95             | СКА-Урал                    | 34               | 17               | 50.0             |          |          |          |
| 1995-96             | СКА-Урал                    | 29               | 17               | 58,6             |          |          |          |
| 1996-97             | СКА-Урал                    | 40               | 29               | 72,5             |          |          |          |
| 1997-98             | Урал-Грейт Пермь            | 24               | 18               | 75,0             | 12       | 9,5*     | 79,2     |
| 1998-99             | Урал-Грейт Пермь            | 56               | 47               | 83,9             | 8        | 4        | 50,0     |
| 1999-00             | Автодор Саратов             | 4                | 3                | 75,0             |          |          |          |
| 2001-02             | БАСКО (Грузия)              | 31               | 28               | 90,3             | 6        | 6        | 100,0    |
| Как главный тренер  | Как главный тренер          | 297              | 186              | 62,6             | 26       | 19,5     | 75,0     |
| 2002-03             | ЦСКА Москва                 | 48               | 44               | 91,6             | 13       | 9        | 69,2     |
| 2003-04             | ЦСКА Москва                 | 44               | 39               | 88,6             | 12       | 10       | 83,3     |
| Как первый помощник | Как первый помощник         | 92               | 83               | 90,2             | 25       | 19       | 76,0     |
| 2015-16             | БК Вита Тбилиси** лига ВТБ  | 12               | 0                | 0                |          |          |          |
| 2017-18             | БК Рязань*** Суперлига-1 РФ | 21               | 3                | 14,3             |          |          |          |

*проводилось две игры по правилу «счёт двух игр суммируется». Одна встреча с Шахтёром (Черемхово) закончилась вничью. Поэтому указана цифра 9,5. Девять побед и одна ничья.
** клуб не имел ресурсов и уровня финансирования, соответствующее статусу профессиональной команды. Проект не получил развития.
*** клуб не имел до начала первенства подтверждения финансирования, комплектовался по остаточному относительно других команд принципу. Качество игроков, условия подготовки и предоставленное время не позволили выйти на баланс побед и поражений выше 60 %

## Достижения
- Победитель первенства России юноши среднего возраста 1975-76 г.р. сборной команды Удмуртской АССР (1990 Белгород, 1991 Нальчик)
- Финал 1-2 место первенства России среди юношей старшего возраста 1975-76 г.р. сборной команды Удмуртской АССР (1992 Краснодар)
- Финал четырёх студенческого первенства России с командой УГТУ-УПИ (1992 Казань)
- Победитель студенческого первенства России с командой УГТУ (1993 Магнитогорск)
- Победитель Суперлиги дивизион Б с командой СКА-Урал Екатеринбург (1997)
- Чемпион дивизиона «Восток» баскетбольной суперлиги Архивная копия от 30 сентября 2017 на Wayback Machine с командой Урал-Грейт Пермь (1997/1998,1998/1999)
- 4-е место чемпионата России с командой «Урал-Грейт» (1998/1999)[17]
- Чемпион Грузии: 2001/2002
- Чемпион России с командой ЦСКА как помощник тренера(2): 2002/2003, 2003/2004
- Серебряный призёр с ЦСКА как помощник тренера Кубка России (2): 2002/2003, 2003/2004
- Участник «Финала четырёх» мужской Евролиги как помощник тренера (2003,2004)

Одним из первых тренеров в России стал применять видео-скаутинг соперника и автоскаутинг своей команды как систему контроля подготовки команды, анализа комплектования команды и развития игроков.
Среди известных воспитанников певица Земфира и Ренат Ахмеров.
Организовал первую в России системную подготовку молодых игроков на базе молодежного проекта ЦСКА. Сформировал тренерскую группу в составе Калью Корстина, Леонида Спирина, Ратко Йоксича и Евгения Пашутина. Способствовал комплектованию команды 1986—1987 г.р., которая трижды (2004 — Тель-Авив, 2005 — Москва и 2006 — Прага) выиграла Euroleague Basketball Next Generation Tournament.
В сезоне 2019—2020 координировал подготовку игроков резервных команд системы «Локомотива-Кубань».
При поддержке РФБ организовал и в марте 2021 года запустил федеральный проект «Наставник», по которому тренеры по баскетболу объединены в многоступенчатую неформальную структуру.
Осенью 2020 года написал и зимой 2021 года тиражом в 2000 экземпляров издал книгу «Как научить баскетболу».
Летом 2022 года инициировал подготовку к регистрации общественной организации «Союз тренеров по баскетболу». 5 мая 2023 года была зарегистрирована как региональная общественная организация ХМАО-Югры.